# Maciej Tomczak
Maciej Tomczak (14 luglio 1977) è uno schermidore polacco.

## Biografia
Nei campionati europei di scherma ha conquistato una medaglia d'argento a Copenaghen nel 2004, nella gara di sciabola a squadre.

## Palmarès
In carriera ha conseguito i seguenti risultati:
- Europei di scherma

Copenaghen 2004: argento nel sciabola a squadre.